# Hallucination (film)
Pour les articles homonymes, voir Hallucination et Hallucination (intelligence artificielle).
Pour plus de détails, voir Fiche technique et Distribution.
Hallucination (Грёзы, Gryozy) est un film russe réalisé par Evgueni Bauer, sorti en 1915.

## Fiche technique
- Photographie : Boris Zavelev